# Olho parietal

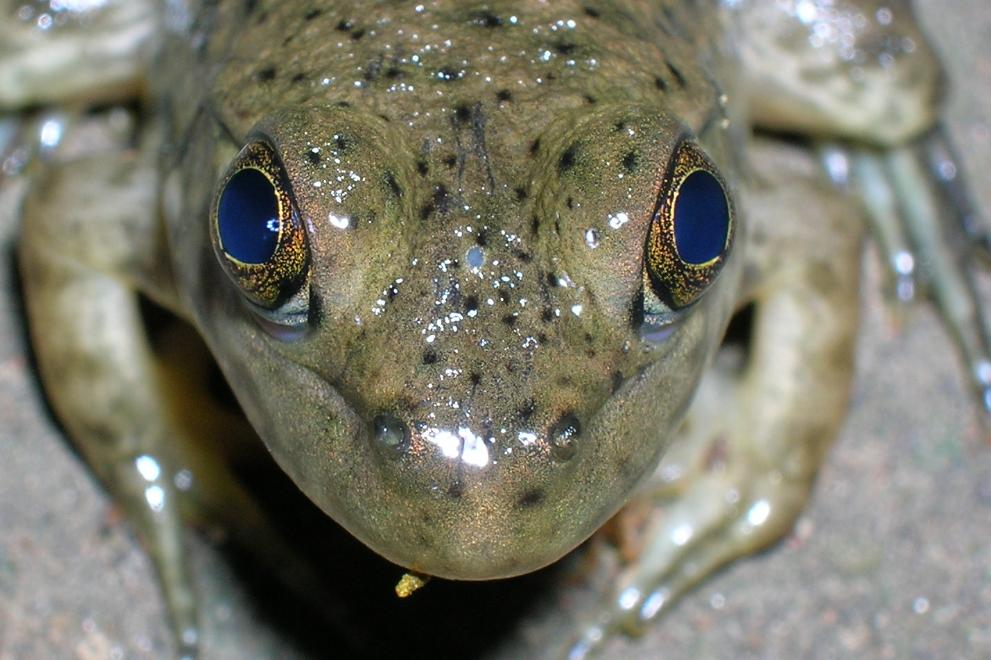
O olho parietal (pequena mancha oval cinza entre osolhos) de uma rã-touro jovem (Rana catesbeiana)

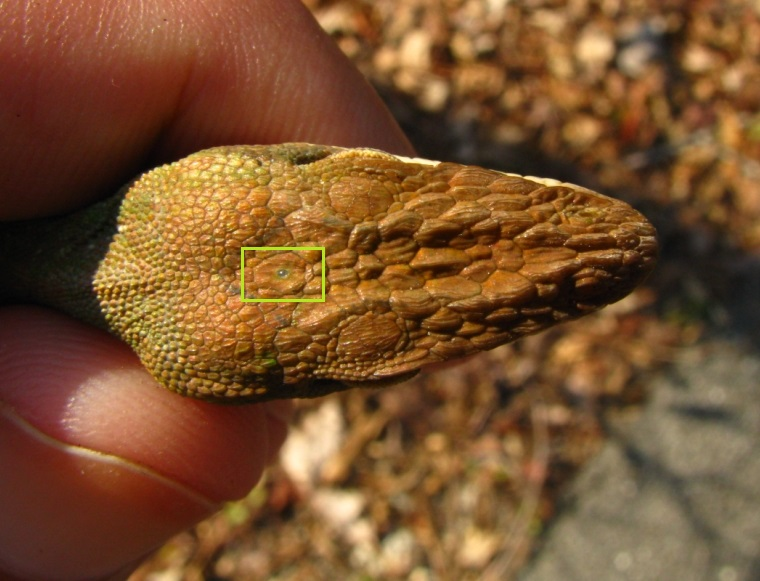
Adultos de Anolis carolinensis mostrando claramente o olho parietal (pequeno cinza/oval) no topo de sua cabeça.

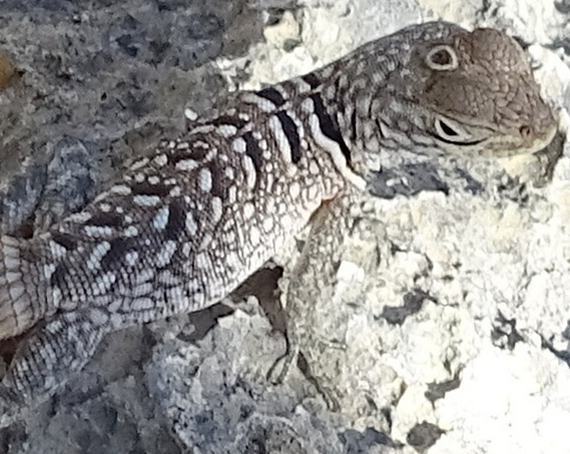
O olho parietal olho do lagarto Oplurus cyclurus está rodeado por uma manhca preto e branca na pele, dando a ele uma aparência de "três olhos"

O olho parietal, também conhecido como terceiro olho ou olho da glândula pineal, é uma parte do epitálamo presente em algumas espécies de animais. O olho é fotoreceptivo e está associado com a glândula pineal, que regula o ritmo circadiano e a produção de hormônio para termorregulação.